# Anuchin (Mondkrater)
Anuchin ist ein Einschlagkrater auf der Mondrückseite.
Der Krater Anuchin liegt im Süden der erdabgewandten Seite, zwischen Lyot und Lebedev, nordwestlich von Kugler, südlich von Lamb.
Das Karterinnere von Anuchin ist relativ eben, sein Kraterrand ist im Süden vom Nebenkrater Anuchin L gezeichnet. Die Entstehungszeit des Kraters wird der nektarischen Periode zugerechnet.
Anuchin hat fünf Nebenkrater:
| Buchstabe | Position            | Durchmesser | Link |
| --------- | ------------------- | ----------- | ---- |
| B         | 46,44° S, 103,57° O | 26 km       |      |
| L         | 49,84° S, 101,92° O | 16 km       |      |
| N         | 51,28° S, 100,03° O | 31 km       |      |
| Q         | 50,82° S, 98,77° O  | 51 km       |      |
| V         | 47,81° S, 99,8° O   | 15 km       |      |

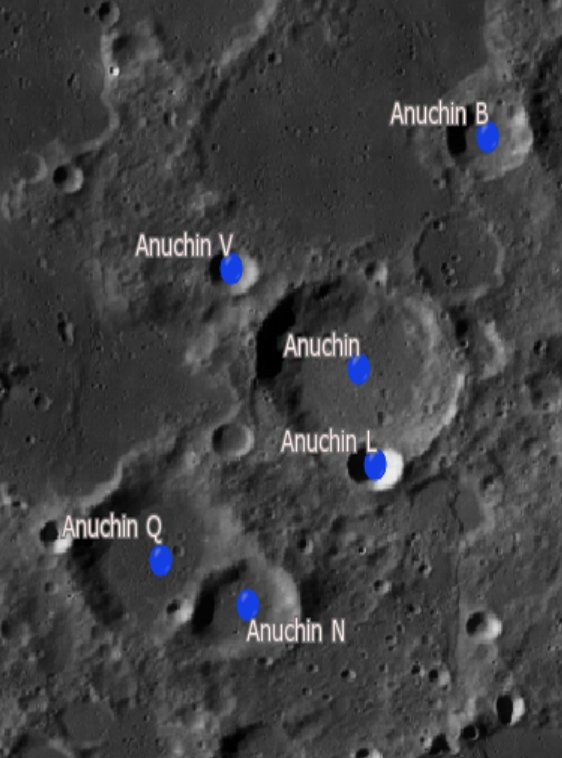
Anuchin mit seinen Nebenkratern

Der Krater wurde 1979 von der IAU offiziell nach dem russischen Geographen Dmitri Nikolajewitsch Anutschin benannt.